# Хьюлетт, Хильда
Хильда Хьюлетт (англ. Hilda Hewlett; 17 февраля 1864, Воксхолл, Большой Лондон — 21 августа 1943, Тауранга, Бей-оф-Пленти) — британская лётчица, известная тем, что стала первой женщиной в стране, получившей официальную лицензию пилота. Также была успешной предпринимательницей: создала компанию по производству самолётов, которой было выпущено их более 800 единиц, особенно во время Первой мировой войны. На склоне лет эмигрировала из Великобритании в Новую Зеландию.

## Биография
Хильда Беатрис Хьюлетт родилась 17 февраля 1864 года в лондонском районе Воксхолл. Мать — Луиза Герберт (до замужества — Хопгуд), отец — Джордж Уильям Герберт, служил викарием в Церкви Англии. У Хильды были восемь родных братьев и сестёр.
Училась Хильда в Королевском колледже искусств, где обучалась одновременно работе по дереву, по металлу и вышиванию. В 19 лет впервые побывала за границей: она посетила с родителями Египет, который был в то время османской провинцией. В 21 год она отправилась за границу самостоятельно: работала медсестрой в Берлине (столица Германской империи). Была энтузиасткой велосипедных и автомобильных гонок, что совершенно не характерно для женщин того времени, участвовала в ралли.

### Авиация
Увлечение Хильды авиацией началось в 1909 году со встречи авиаторов в Блэкпуле. В том же году 45-летняя мать семейства, уже имевшая к тому времени прозвище «Грациозная птица», посетила аэрополе во французском городке Мурмелон-ле-Гран, где взяла первые уроки аэронавтики. Там она познакомилась с лётчиком Густавом Блондо, и вскоре они стали бизнес-партнёрами. Домой Хьюлетт вернулась на биплане Farman III, первые экземпляры которого только-только были собраны. Летом 1910 года Хьюлетт и Блондо открыли первую лётную школу в Великобритании, которая расположилась на гоночной трассе Бруклендс в Вейбридже. Множество людей впервые поднялись в воздух именно с этого поля под руководством Хьюлетт и Блондо, в том числе известный позднее лётчик-долгожитель Томас Сопуит; тринадцать учеников через полтора года успешно окончили полный курс обучения.
29 августа 1911 года Хильда Хьюлетт стала первой женщиной в Великобритании, получившей официальную лицензию пилота, после того, как Королевский аэро-клуб вручил ей соответствующий сертификат за номером 122. Сын Хильды, Фрэнсис, также активно обучался пилотированию, ему 14 ноября того же года был вручен сертификат номер 156. Позднее он стал известным военным лётчиком, служил не только в Великобритании (участник «рейда на Куксхафен»), но и в Новой Зеландии, в 1915 году получил орден «За выдающиеся заслуги» и дослужился до звания груп-капитан. Кроме того, Фрэнсис стал первым военным лётчиком в мире, летать которого научила мать.

### Бизнес и эмиграция
Около 1910 года Хьюлетт и Блондо основали компанию с незатейливым названием Hewlett & Blondeau. К маю 1914 года производство занимало уже около 10 акров в Лигрейве. За время Первой мировой войны (1914—1918) компания выпустила более 800 самолётов марок Farman, Caudron и Hanriot и дав рабочие места около 700 человек. После войны Хьюлетт переключила мощности своего завода на изготовление фермерского оборудования, но в октябре 1920 года компания прекратила своё существование. В честь Хильды Хьюлетт названа дорога Хьюлетт-Роуд в Лутоне, пригородом которого тогда являлась деревня Лигрейв.

После прекращения предпринимательской карьеры Хильда на девять месяцев уехала отдыхать в США и на остров Раротонга (тогда Новая Зеландия, ныне — Острова Кука). Продать дело удалось только в 1926 году, а в 1931 году Хильда, её дети и их семьи эмигрировали в Новую Зеландию, где поселились в городе Тауранга. Отправившись в путь самолётом, они стали первыми гражданскими пассажирами, проследовавшими рейсом Лондон—Джакарта—Веллингтон (11 дней пути). В июле 1932 года 68-летняя Хьюлетт, сменившая к тому времени прежнее прозвище «Грациозная птица» на «Старая птица», стала первым президентом городского Клуба аэронавтики и планеризма. В 1939 году, на открытии нового городского аэродрома, министр обороны Новой Зеландии, сообщил, что именем Хильды и её сына Фрэнсиса будет названа ещё одна дорога, естественно, вблизи нового аэродрома.

### Личная жизнь и смерть
3 января 1888 года 23-летняя Хильда вышла замуж за 27-летнего Мориса Хьюлетта, который позднее стал довольно известным поэтом, эссеистом и писателем-историком. У пары родилось двое детей, дочь Пиа и сын Фрэнсис, но в 1914 году, после 26 лет совместной жизни, последовал развод, связанный со страстным увлечением женщины авиацией. «Женщины никогда не будут столь же успешны в авиации, как мужчины. У них нервы неправильные», заявлял Морис.
Хильда Хьюлетт скончалась 21 августа 1943 года в Тауранге, её прах был развеян над океаном.
Жена её внука, Гейл Хьюлетт, досконально изучила жизнь Хильды и Мориса Хьюлеттов, результаты её трудов увидели свет в 2010 году под названием «„Старая птица“ — неугомонная миссис Хьюлетт».